# Peter S. Beagle
Peter Soyer Beagle (20 aprile 1939) è uno scrittore statunitense di fantasy.

## Opere

### L'ultimo unicorno
La serie ebbe origine da un romanzo pensato come testo autoconclusivo:
- L'ultimo unicorno (The Last Unicorn), The Bodley Head, 1968. Trad. Enrica Viziale, SAGA 12, MEB, Giugno 1977. Una prima stesura significativamente più breve, composta da Beagle nel 1962, è stata pubblicata come The Last Unicorn: The Lost Version, Subterranean Press, 2007.

Successivamente l'autore ha collocato nella stessa ambientazione del romanzo altri quattro racconti spin-off:
- "Due Cuori" ("Two Hearts"), The Magazine of Fantasy and Science Fiction ottobre-novembre 2005. Trad. Manuela Capriati, in appendice a L'ultimo unicorno, Mangazine, Kappa Edizioni, Maggio 2008.
- "The Green-Eyed Boy", The Magazine of Fantasy & Science Fiction settembre-ottobre 2016.
- "Schmendrick Alone", nella raccolta The Overneath, Tachyon Publications, 2017.
- "Sooz", nella raccolta The Way Home, Ace Books, 2023.

Il primo e il quarto racconto sono stati riuniti assieme nella raccolta tematica The Way Home (Ace Books, 2023), mentre il secondo e il terzo sono confluiti nel volume miscellaneo The Overneath (Tachyon Publications, 2017).

### Sam Farrell
Un romanzo e tre racconti con il medesimo protagonista, mai riuniti in un volume tematico:
- "Lila the Werewolf", Guabi #1, 1969.
- The Folk of the Air, Del Rey / Ballantine, 1986.
- "Julie's Unicorn", nella raccolta The Rhinoceros Who Quoted Nietzsche and other Odd Acquaintances, Tachyon Publications, 1997.
- "Spook", nella raccolta Strange Roads, DreamHaven Books, 2008.

### The Innkeeper's Song
La serie consiste di un romanzo principale e una raccolta di sei testi brevi legati indirettamente al romanzo:
1. The Innkeeper's Song, Roc / Dutton Signet, 1993.
2. Giant Bones, Roc / New American Library, 1997. Comprende due racconti ristampati e quattro romanzi brevi inediti:
  - "The Last Song of Sirit Byar", nell'antologia Space Opera, a cura di Anne McCaffrey ed Elizabeth Ann Scarborough, DAW Collectors 1044, DAW Books, 1996.
  - "The Magician of Karakosk", nell'antologia David Copperfield's Beyond Imagination, a cura di David Copperfield, Janet Berliner e Martin H. Greenberg, HarperPrism, 1996.
  - The Tragical Historie of the Jiril's Players
  - Lal and Soukyan
  - Choushi-wai's Story
  - Giant Bones

Un secondo nucleo di quattro racconti e due romanzi brevi non è mai stato riunito in un volume tematico:
- "Quarry", The Magazine of Fantasy and Science Fiction maggio 2004.
- "Chandail", nell'antologia Salon Fantastique: Fifteen Original Tales of Fantasy, a cura di Ellen Datlow e Terri Windling, Thunder's Mouth Press, 2006.
- "Barrens Dance", nell'antologia Wizards: Magical Tales from the Masters of Modern Fantasy, a cura di Jack Dann e Gardner Dozois, Berkley Books, 2007.
- What Tune the Enchantress Plays, nell'antologia A Book of Wizards, a cura di Marvin Kaye, Science Fiction Book Club, 2008.
- Return: An Innkeeper's World Story, Subterranean Online primavera 2010.
- "Great-Grandmother in the Cellar", nell'antologia Under My Hat: Tales from the Cauldron, a cura di Jonathan Strahan, Random House, 2012.

### Ciclo di Barsoom
Beagle ha composto un racconto ambientato nell'universo di Barsoom creato da Edgar Rice Burroughs, apparso in un'antologia di "tributi" a tale serie:
- "The Ape-Man of Mars", nell'antologia Under the Moons of Mars: New Adventures on Barsoom, a cura di John Joseph Adams, Simon & Schuster Books for Young Readers, 2012.

### Romanzi autoconclusivi
Sono elencati sia i romanzi veri e propri (novel) sia i romanzi brevi (novella).
- Il popolo invisibile (A Fine and Private Place), Delta, 1960. Trad. Enrica Viziale, SAGA 30, MEB, Luglio/Agosto 1979.
- The Unicorn Sonata, Turner Publishing, 1996.
- Tamsin, Roc / New American Library, 1999.
- A Dance for Emilia, Roc / New American Library, 2000.
- Summerlong, Tachyon Publications, 2016.
- In Calabria, Tachyon Publications, 2017.

### Autobiografie
- Una lunga strada da fare. New York/San Francisco. Primavera 1963 (I See By My Outfit), The Viking Press, 1964. Trad. Nicola Manuppelli, Mattioli 1885, Fidenza, 2010. ISBN 978-88-6261-155-8
- The California Feeling, Doubleday, 1969.

### Raccolte di racconti
- The Fantasy Worlds of Peter Beagle, The Viking Press, 1978. Comprende i due romanzi L'ultimo unicorno e Il popolo invisibile, un racconto di Sam Farrell e uno autoconclusivo.
- The Rhinoceros Who Quoted Nietzsche and other Odd Acquaintances, Tachyon Publications, 1997. Comprende una prefazione di Patricia A. McKillip, due racconti di Sam Farrell, cinque racconti autoconclusivi, e cinque saggi.
- The Line Between, Tachyon Publications, 2007. Comprende il romanzo breve A Dance for Emilia, un racconto dell'universo dell'Ultimo Unicorno, uno del ciclo World of The Innkeeper's Song, otto racconti autoconclusivi.
- Strange Roads, DreamHaven Books, 2008. Comprende un racconto di Sam Farrell e due autoconclusivi.
- We Never Talk About My Brother, Tachyon Publications, 2009. Comprende un'introduzione di Peter de Lint, un racconto di Sam Farrell, uno del ciclo World of The Innkeeper's Song, sette racconti e una poesia.
- Mirror Kingdoms: The Best of Peter S. Beagle, Subterranean Press, 2010. Comprende un'introduzione di Beagle stesso, un racconto dell'universo dell'Ultimo Unicorno, due di Sam Farrell, tre del ciclo World of The Innkeeper's Song, e dodici autoconclusivi.
- Sleight of Hand, Tachyon Publications, 2011. Comprende un racconto del ciclo World of The Innkeeper's Song e dodici autoconclusivi.
- The Overneath, Tachyon Publications, 2017. Comprende due racconti dell'universo dell'Ultimo Unicorno, uno del ciclo World of The Innkeeper's Song, e dieci autoconclusivi.
- The Karkadann Triangle, Particle Books / Tachyon Publications, 2018; con Patricia A. McKillip. Comprende un racconto di Beagle e uno di McKillip.

### Curatele editoriali
- Peter S. Beagle's Immortal Unicorn, HarperPrism, 1995; con Janet Berliner. Comprende ventisette racconti corredati da introduzioni e profili biografici degli autori.
- The Secret History of Fantasy, Tachyon Publications, 2010. Comprende diciannove racconti e due saggi.
- The Urban Fantasy Anthology, Tachyon Publications, 2011; con Joe R. Lansdale. Comprende venti racconti e tre saggi.
- The New Voices of Fantasy, Tachyon Publications, 2018; con Jacob Weisman[1]. Comprende un romanzo breve e diciotto racconti.
- The Unicorn Anthology, Tachyon Publications, 2019; con Jacob Weisman. Comprende quindici racconti e una poesia.